# Katrina Lehis
Katrina Lehis (Haapsalu, 19 december 1994) is een Estisch schermer en olympisch kampioene in die discipline. 

## Carrière
Lehis begon op 9-jarige leeftijd met schermen. In 2014 won ze op het jeugd-WK individueel de gouden medaille, waarop ze werd verkozen tot Estisch sporttalent van het jaar. In 2015 won ze de zilveren plak met het degenteam op zowel het EK als op de Europese Spelen van dat jaar. In 2018 werd ze individueel Europees kampioene. In 2021 won ze op de met een jaar uitgestelde Olympische Spelen van Tokio de gouden medaille op het onderdeel degenteam vrouwen met Julia Beljajeva, Irina Embrich en Erika Kirpu. Op het individuele onderdeel pakte ze de bronzen plak, waarmee ze de eerste Estische sporter werd sinds de onafhankelijkheid van de Sovjet-Unie in 1992 - en de eerste sinds 1936 - die op één Olympische Spelen twee medailles behaalde.

## Resultaten

### Olympische Zomerspelen
| Jaar | Plaats | Resultaten       |
| ---- | ------ | ---------------- |
| 2020 | Tokio  | degen team degen |

### Europese kampioenschappen schermen
| Jaar | Plaats   | Resultaten |
| ---- | -------- | ---------- |
| 2015 | Montreux | degen team |
| 2018 | Novi Sad | degen      |

### Europese Spelen
| Jaar | Plaats | Resultaten |
| ---- | ------ | ---------- |
| 2015 | Bakoe  | degen team |

1996: Barlois, Flessel, Moressée-Pichot ·
2000: Aznavoerjan, Jermakova, Logoenova, Mazina ·
2004: Logoenova, Aznavoerjan, Jermakova, Sivkova ·
2012: Na, Xiaojuan, Yujie, Anqi ·
2016: Dinu, Gherman, Pop, Popescu ·
2020: Beljajeva, Embrich, Kirpu, Lehis ·
2024: Fiamingo, Navarria, Rizzi, Santuccio